# نوردبرخوم
نواردبورگوم (به هلندی: Noordbergum) یک منطقهٔ مسکونی در هلند است که در تیچرکسترادیل واقع شده‌است. نواردبورگوم ۲٬۲۵۰ نفر جمعیت دارد.